# Nanzamu (köpinghuvudort i Kina, Liaoning Sheng, lat 41,97, long 124,41)
Nanzamu är en köpinghuvudort i Kina. Den ligger i provinsen Liaoning, i den nordöstra delen av landet, omkring 86 kilometer öster om provinshuvudstaden Shenyang. Antalet invånare är 20 159. Befolkningen består av 9 868 kvinnor och 10 291 män. Barn under 15 år utgör 12,0 %, vuxna 15-64 år 78 %, och äldre över 65 år 8,0 %.
Runt Nanzamu är det ganska tätbefolkat, med 60 invånare per kvadratkilometer. Närmaste större samhälle är Hongtoushan, 8,3 km öster om Nanzamu. Omgivningarna runt Nanzamu är en mosaik av jordbruksmark och naturlig växtlighet.
Genomsnittlig årsnederbörd är 1 120 millimeter. Den regnigaste månaden är juli, med i genomsnitt 254 mm nederbörd, och den torraste är januari, med 9 mm nederbörd.